# Mahorais
Ne doit pas être confondu avec Maoris.
Le mahorais, aussi appelé shimahorais ou shimaoré, est l'une des deux principales langues parlées sur l'île de Mayotte, avec le shibushi (en plus du français qui est la langue officielle). C'est une langue bantoue, apparentée au swahili, alors que le shibushi est une langue austronésienne proche des langues parlées à Madagascar.

## Présentation
Le nom « shi-mahorais » ou « shimaoré » s'est répandu suivant des écrits d'auteurs ayant entendu les mahorais utiliser le « shi », mais sans porter d'analyse[réf. souhaitée].
Ni « shimaorais » ni « shimaoré » ne rendent compte de la prononciation : le e, comme dans beaucoup de langues bantu, est prononcé entre le é et le è, comme le font les Alsaciens en français[pas clair]. C'est pourquoi il est écrit dans cette langue shimaore ou Maore.
Le mahorais est très différent de l'autre langue locale de Mayotte, le shibushi.
Le mot kibushi est un terme swahili qui désigne le parler de Madagascar (Ubushi en swahili) où le préfixe de classe ki- représente les instruments et/ou la manière : Anaongea kigeni, il parle comme un étranger ; Anapika kifaransa, il cuisine à la française ; Anaongea kifaransa, il est en train de parler français ; anajua kifaransa, il sait le français donc il parle français. Kibushi fait donc référence à la façon de parler de Madagascar, et sa langue. En shimaore le préfixe shi- est le pendant de cette classe (shi/zi) et il rend alors compte des langues de l'île : shimaore, shifarantsa, shidjeremani ... Le mot shibushi est employé dans certains villages comme Choungui, où l'on parle les deux langues, mais a été violemment décrié par les linguistes de l'île et c'est désormais le terme de kibushi qui est employé.[réf. nécessaire]
Waye ulagua shifarantsa (« Il parle français »)
Waye kasijua shingereza (« Il ne parle pas anglais »)
Waye ujua kibushi tu, shimaore kasijua Lui parle le kibushi seulement, le shimaore il ne le parle pas.
Le mot shimaore désigne donc la façon de parler de l'île de Mayotte, Maore. L'île de Mayotte était redoutée des marins à cause de ses récifs, et était appelée "l'île de la mort", soit  maut موت. L'ajectif myt   ميت  , mort, (mayot en écrivant les voyelles brèves) a prévalu dans l'appellation française, soit Mayotte. En shimaore le t que l'on trouve dans certains mots swahili ou makua est souvent prononcé en r : Kupata/upara, obtenir, Kuvuta/uvura tirer, etc. Le t de Maut est donc devenu r avec une voyelle euphonique de fin de syllabe, soit Maore.

## Langues
Le mahorais et le shibushi, une variante de la langue malgache, sont les langues des natifs de l'île de Mayotte. Parler de lingua franca est réducteur car ce n'est pas une simple langue de communication. Ces deux langues sont les langues maternelles des Mahorais avec tout ce que cela comporte comme complexité linguistique, sémantique, sémiologique, phonétique, phonologique, morphologique et culturelle. Le mahorais est dominant tout simplement par le fait majoritaire dans la composition de la population. Le shibushi est circonscrit à certains villages par le fait historique, ce qui n'empêche pas de l'apprendre par volonté ou par pure nécessité. C'est la langue maternelle des natifs de ces villages. Ces deux langues sont présentes dans les nouveaux programmes télévisés de RFO. Le recensement de 2012 a relevé 152 000 individus parlant le mahorais sur l'île de Mayotte.

## Origine
L'origine du shimaore est controversée.

### Un dialecte du swahili
La classification de Guthrie classe le swahili en G 40, le groupe G étant le groupe des langues de la côte en Tanzanie jusqu'à Dodoma pour le kigogo. Le ngazidja de la Grande Comore et le njuani d'Anjouan sont considérés comme des dialectes du swahili, étiquetés G44a et G44b. Le shimaore étant quasiment identique au ndjuani (ndzuani) la classification en fait un dialecte du swahili.

### Une origine proche des langues du Kenya
D'autres travaux se sont penchés sur la phylogéographie culturelle des langues bantu, c'est-à-dire les ressemblances de vocabulaire entre les langues sur une même aire géographique. Les langues comoriennes sont alors classées dans une même aire 17 que les langues E, comprenant des langues du Kenya, du Nord de la Tanzanie et de l'Ouganda (kiganda, kichaga, kikuyu, kimeru...)  et G de la classification de Guthrie. Mais cette répartition a été fondée sur le vocabulaire principalement, sans tenir compte de la grammaire.
Le vocabulaire permet de comprendre comment un groupe de langues a pu évoluer, ou comment une langue a pu se différencier par rapport à une autre. Dans une étude sur l'origine des peuples bantu il permet de comprendre à quelle époque la langue a intégré de nouvelles données géographiques, comme l'arrivée en forêt ou en savane. Cela permet de comprendre que des mots comme la poule, commun à de très nombreuses langues bantu, était présent dès le départ de leur migration : kúwo en maka-ndjem du Cameroun, kuku en swahili, kuhu en shimaore, nkhuku en chichewa (Malawi), ikukhu en isiZulu. D'autres sont arrivés bien plus tard, comme le fer, chuma en swahili, tsuma en shimaore (donc le groupe E) mais chitsulo en chichewa et insimbi en isiZulu, soit des apports à des époques différentes par des forgerons de cultures distinctes.
L'apport de vocabulaire étranger a pu varier selon la situation géographique des locuteurs. Ainsi pour une même langue, le swahili, on trouve shemizi (chemise) en kingwana au Congo et shati (shirt) en kiswahili sanifu (Tz). À une époque donnée les Swahili et les Mahorais ont adopté les mêmes nouveaux concepts venant des Arabes, comme le tribunal et le juge, le calcul, etc. Cela ne présage en aucune manière que l'un vient de l'autre, mais laisse penser que la même source de vocabulaire a exprimé ces nouveaux concepts dans les deux langues.
Certains de ces mots ont même des consonances différentes, comme hesabu (sw) et hasibu (shm). Cela implique que dans les deux cas le mot vienne de l'arabe الحساب, qui s'écrit sans voyelle brève, mais avec une vocalisation différente. Il ne peut y avoir de passage de hesabu en hasibu. Un autre exemple vient de "besoin, il faut", lazima en swahili et lazimu en shimaore. Les deux viennent de l'arabe لزم  mais l'un ne peut venir de l'autre, a étant une voyelle forte. Un troisième exemple, venu de الصبر en arabe, patience, qui donne subiri en swahili mais saburi en shimaore. La différence vient probablement de la colonisation par le sultanat shirazi, vers 1470, et non par le sultanat de Zanzibar.
Le vocabulaire, enfin, a un fond commun puisque ces langues viennent du proto-bantu, langue originelle reconstituée comme l'indo-européen. Ula (shimaore) et kula (sw) ont assurément la même origine, mais cette racine se retrouve dans de nombreuses langues bantu comme ulya en kimakua (Mozambique et Tanzanie), et se dit lɘ en maka (Cameroun), nalíya en lingala (Congo), kudya en chichewa (Malawi), -ndlele en isiZulu et  ho j'a en seSotho (Afrique du Sud).
Le mot nyama, la viande, se dit de la même façon en kisagara (Morogoro, Tz) mais aussi en isiZulu (Afrique du Sud) inyama, et inama en kimakua. On peut pour finir citer l'eau qui sont respectivement maji ['ma- ɟi] et maji [ma-'ʒi] en swahili et en shimaore mais cette racine est constante dans les langues bantu, précédée comme tous les liquides du préfixe ma- : mɘjúwo (maka, Cameroun), mecí (mezhime, Cameroun, langue maka-ndjem également), mayi (tshiluba, Congo), mái (lingala, Congo), amazi (kinyarwanda, Rwanda), madzi (chichewa, Malawi), máási (emakhuwa, Mozambique), mèyu (sisarwa, Botswana), metsi (setswana, Botswana), amanzi (isiZulu), metsi (sesotho), etc.

### Une origine makua
Quelques spécialistes penchent vers une origine makua du shimaore, se fondant non sur le vocabulaire mais sur la grammaire. Les Makua ou Makhuwa sont établis dans le Nord du Mozambique et le sud de la Tanzanie, et sont proches des Yao et des Makonde selon Guthrie, dans le groupe P.
L'origine makua du shimaore viendrait de "l'importation" forcée de travailleurs pour les plantations des Comores durant la domination arabe. Ces travailleurs forcés auraient alors gardé leur langue, et surtout leur grammaire et leur syntaxe makua en incluant de nombreux termes nouveaux pour eux, d'origine arabe ou swahili comme les termes administratifs ou juridiques, ou les termes de religion : Dini la religion (ar. دنئ), hakimu, le jugement (حكم).
On ne peut affirmer que tous les esclaves aient été makhuwa : il peut aussi s'agir d'une appellation générique comme on le voit sur certains documents, comme cette photographie des "Makois".
Le site de Dembeni, et d'autres vestiges comme ceux de Acoua ou de Tsingoni font état de cultures fondées dès le IXe siècle avec une culture nettement marquée, comme la culture de Dembeni. À Dembeni le site est de 5 à 6 ha au IXe et Xe siècles mais de 15 ha au XIIIe siècle, avec une sous-culture appelée Agnudru ou Bagamoyo. Mais il n'existe pas de preuve formelle de la langue que parlaient ces locuteurs, pouvant être des habitants du Mena Bé, ceux qui ont fondé les villages malgaches, ou des habitants libres de la côte africaine venus coloniser d'autres terres. Et ces deux époques traduisent peut-être la culture de deux populations différentes, venues toutes les deux d'Afrique.
La grammaire du shimaore semble cependant beaucoup plus proche de la grammaire des langues du groupe P, comme le chuwabo (ou cuwabo, P 34), l'eelomwe (P 32, langue des Lomwe, ces deux langues étant maintenant reconnues comme des dialectes makhuwa) ou le kimakua (de Tanzanie) que du swahili comme le montrent les exemples qui suivent.

#### Exemples
- Dans ces langues, le nom en tant qu'objet est précédé du préfixe de classe, ce que l'on ne retrouve pas en swahili :

Samaki poisson ihopa (emakhuwa) ehopa (elomwe) okúpa (chuwabo)
En swahili le préfixe de classe est semblable à l'emploi français ou anglais du pronom démonstratif .
J'achèterai le poisson Nitsonunua ifi (shimaore) Nitainunua ile samaki (swahili) Kinottuma ehopa (emakhuwa)
- La forme négative du verbe est précédée d'un préfixe ka- ou khe- comme en shimaore, là où le swahili emploie ha-. Mais au présent de l'indicatif le swahili renonce à l'infixe de temps (-na-) et change le suffixe de l'actif en –i, ce que l'on ne retrouve pas dans ces langues :

| Français                      | Emakhuwa            | Shimaore        | Swahili               |
| ----------------------------- | ------------------- | --------------- | --------------------- |
| Demain je mangerai du poisson | Melo kinolya ihopa  | Meso nitsola fi | Kesho nitakula samaki |
| Il ne mange plus de poisson   | Kaolya tunina ihopa | Kasila fi tsena | Hali samaki tena      |

- Le swahili a deux temps passés, l'accompli et l'inaccompli avec des infixes de temps bien distincts, -li- (accompli) et –me- (inaccompli).

Les dialectes du makhuwa n'ont qu'un temps passé, accompli ou inaccompli, même s'il existe aussi un passé antérieur (J'avais cultivé, I had cultivated).
Emamakhuwa aholya Swahili alikula/amekula Il mangea / il a mangé Simaore ali
Oothikila mikole Il a coupé / il coupa des cocotiers.
- Le shimaore, enfin, au passé transforme le suffixe de l'actif –a en –e ou une autre voyelle selon des règles d'euphonie :

Tsiendre Je suis allé (uendra aller) Tsiono J'ai vu (uona voir) Tsilivi j'ai payé (uliva payer)
Cette transformation se retrouve en emakhuwa, la finale étant transformée en –e ou –ale selon les verbes :
Kulya manger Kilyaale J'ai mangé nilyaale Nous avons mangé
Kutenka construire Kitenke J'ai construit Nitenke Nous avons construit
Kulempa écrire Kilempe J'ai écrit.
Ces éléments permettent, en attendant une étude plus approfondie que le shimaore trouve bien plus d'éléments de grammaire en lien avec le emakhuwa qu'avec le swahili.

## Influence
Le mahorais subit aujourd'hui fortement l'influence du français. En effet, outre que certains locuteurs de Mayotte parlent le français, celui-ci est la langue de l'éducation, du savoir et de l'emploi (la langue officielle). Pour cette raison des associations culturelles tentent de réanimer la flamme et de redonner au mahorais ses lettres de noblesse, telle l'association SHIME.

## Intercompréhension
L'intercompréhension entre l'anjouanais et le mahorais est presque totale ; seules quelques différences phonétiques mineures, et quelques particularités lexicales les distinguent, elle l'est un peu moins avec le mohelien (mais un discours lent permet la compréhension) et très difficile avec le grand-comorien tandis que la compréhension est partielle, et à sens unique, vis-à-vis des autres parlers swahilis. À titre d'exemple, le zanzibarien et le grand-comorien se comprendront plus facilement que le mahorais et le grand-comorien.

## Culture mahoraise
La langue mahoraise est un des piliers de la culture des Mahorais. Certains mahorais parlant très bien français apprécieront qu'un Français métropolitain les aborde d'abord en mahorais.

## Alphabet
Un alphabet standard est proposé par l’Association SHIME et adopté par le Conseil de la Culture, de l’Éducation et de l’Environnement de Mayotte en 2006, celui-ci utilise les lettres ɓ et ɗ, la lettre v̄ (parfois un v souligné, v̱) ou alternativement le digramme vh, le digramme ɗy pour la consonne occlusive injective palatale [ʄ], ainsi que le ẽ pour la voyelle nasalisée.
| Alphabet | Alphabet | Alphabet | Alphabet | Alphabet | Alphabet | Alphabet | Alphabet | Alphabet | Alphabet | Alphabet | Alphabet | Alphabet | Alphabet | Alphabet | Alphabet | Alphabet | Alphabet | Alphabet | Alphabet | Alphabet | Alphabet | Alphabet | Alphabet | Alphabet | Alphabet |
| -------- | -------- | -------- | -------- | -------- | -------- | -------- | -------- | -------- | -------- | -------- | -------- | -------- | -------- | -------- | -------- | -------- | -------- | -------- | -------- | -------- | -------- | -------- | -------- | -------- | -------- |
| A        | B        | Ɓ        | D        | Ɗ        | E        | F        | G        | H        | I        | J        | K        | L        | M        | N        | O        | P        | R        | S        | T        | U        | V        | V̄        | W        | Y        | Z        |
| a        | b        | ɓ        | d        | ɗ        | e        | f        | g        | h        | i        | j        | k        | l        | m        | n        | o        | p        | r        | s        | t        | u        | v        | v̄        | w        | y        | z        |
| /a/      | /b/      | /ɓ/      | /d/      | /ɗ/      | /e/      | /f/      | /g/      | /h/      | /i/      | /ʒ/      | /k/      | /l/      | /m/      | /n/      | /o/      | /p/      | /r/      | /s/      | /t/      | /u/      | /v/      | /β/      | /w/      | /j/      | /z/      |

Le Groupe de Recherche sur le Plurilinguisme à Mayotte (GRPM) a aussi proposé en 2012 un alphabet pour le mahorais, celui-ci utilise les digrames bb, dd pour les consonnes occlusives [b], [d] et les lettres b, d pour les consonnes occlusives injectives [ɓ], [ɗ], le digramme bv pour la consonne fricative bilabiale [β], le digramme dy pour la consonne occlusive injective palatale [ʄ] et ê pour la voyelle nasalisée.

## Prononciation
|                        | Labiale | Labio- dentale | Dentale | Alvéolaire | Pré- palatale | Palatale | Vélaire |
| ---------------------- | ------- | -------------- | ------- | ---------- | ------------- | -------- | ------- |
| Occlusive              | b p     |                | d t     | ʈ          |               |          | ɡ k     |
| Injective occlusive    | ɓ       |                |         | ɗ          |               |          |         |
| Occlusive prénasalisée | mb      |                | nd      | nɖ         |               | ndʒ      | ŋɡ      |
| Occlusive nasale       | m       |                | n       | n          | n             | ɲ        |         |
| Fricative              | v f     |                |         |            | z s           | ʒ ʃ      | h       |
| Affriquée              |         |                |         |            | dz ts         | dʒ tʃ    |         |
| Continue               | β       | w              | l       |            | j             |          |         |

|         | Antérieur | Central | Postérieur |
| ------- | --------- | ------- | ---------- |
| Fermée  | iː        |         | u          |
| Moyenne | eː        |         | o          |
| Ouverte |           | a       |            |

Les voyelles moyenne /eː/ et /o/ sont plus ou moins fermées selon le contexte.

## Quelques exemples
| Français                                   | shimaoré                                | shibushi                                                                      |
| ------------------------------------------ | --------------------------------------- | ----------------------------------------------------------------------------- |
| bonjour                                    | jeje (ou kwezi)                         | akory, karakory                                                               |
| bien                                       | ndjema                                  | tsara, mbola tsara                                                            |
| La vie est belle à Mayotte.                | maesha ya mazuri Maore                  | mayisha tsara Mahory                                                          |
| monde/terre                                | dunia/ntsi                              | tany / fotaka                                                                 |
| ciel                                       | maingu                                  | vingo                                                                         |
| eau                                        | maji                                    | rano                                                                          |
| feu                                        | moro                                    | mehemey, mahamay                                                              |
| homme                                      | mutru baba                              | lalahy                                                                        |
| femme                                      | mutru mama                              | viavy                                                                         |
| manger                                     | udya (ou ula)                           | mihinagna                                                                     |
| boire                                      | unwa                                    | mindrano, mihinogno                                                           |
| grand                                      | -bole                                   | be                                                                            |
| petit                                      | -titi                                   | hely, kely, hily                                                              |
| nuit                                       | uku                                     | haligny                                                                       |
| matin                                      | asubuhi                                 | marandraigny                                                                  |
| voleur                                     | mwidzi                                  | ampagalatra                                                                   |
| je m'appelle...                            | wami uhiriwa...                         | zao kahindreo - agnarako                                                      |
| magasin/boutique                           | duka                                    | dokany                                                                        |
| ville                                      | dago                                    | tanana                                                                        |
| je - tu - il/elle - nous - vous -ils/elles | wami - wawe - waye - wasi - wanyu - wao | zao - anao - izy - atsika (inclusif) / zehey, zahay (exclusif) - anareo - reo |
| merci                                      | marahaba                                | marahaba                                                                      |
| monsieur, madame                           | monye, bweni/bibi                       | lalahy, viavy                                                                 |
| repas                                      | shahula                                 | hanigny                                                                       |
| maison                                     | nyumba (ou dago)                        | tragno                                                                        |